# Gällivare tingsrätt
Gällivare tingsrätt är en tingsrätt i Norrbottens län med kansli i Gällivare. Tingsrättens domkrets omfattar kommunerna Gällivare, Jokkmokk och Kiruna. Tingsrätten med dess domkrets ingår i domkretsen för Hovrätten för Övre Norrland.

## Administrativ historik
Vid tingsrättsreformen 1971 bildades denna tingsrätt i Gällivare av häradsrätterna för Gällivare tingslag samt Jukkasjärvi och Karesuando tingslag. Domkretsen bildades av Gällivare domsaga. 1971 omfattade domsagan Gällivare och Kiruna kommuner.
28 januari 2002 upphörde Bodens tingsrätt och ur den domsagan övergick till denna domsaga Jokkmokks kommun.
Tingsplatser var inledningsvis, förutom Gällivare och Kiruna, även Karesuando.

## Lagmän
- 1971-1976: Fredrik Rekke
- 1977-2000: Roland Åkne
- 2001–2002: Claes Ljungberg
- 2003–2005: Hans Brusewitz (tidsbegränsad anställning)
- 2006–2013: Jan Erik Oja
- 2013–2017: Niklas Lind
- 2017–: Jan Wallström